# Centro Expositor y de Convenciones de Puebla
El Centro Expositor y de Convenciones de Puebla es un centro de convenciones, exposiciones y también utilizado como arena multiusos. Está ubicado en la Unidad Cívica 5 de Mayo en la zona de Los Fuertes en la Ciudad de Puebla de Zaragoza capital del Estado de Puebla en México. 
La ciudad también cuenta con otro recinto, el Centro de Convenciones Puebla William O. Jenkins.

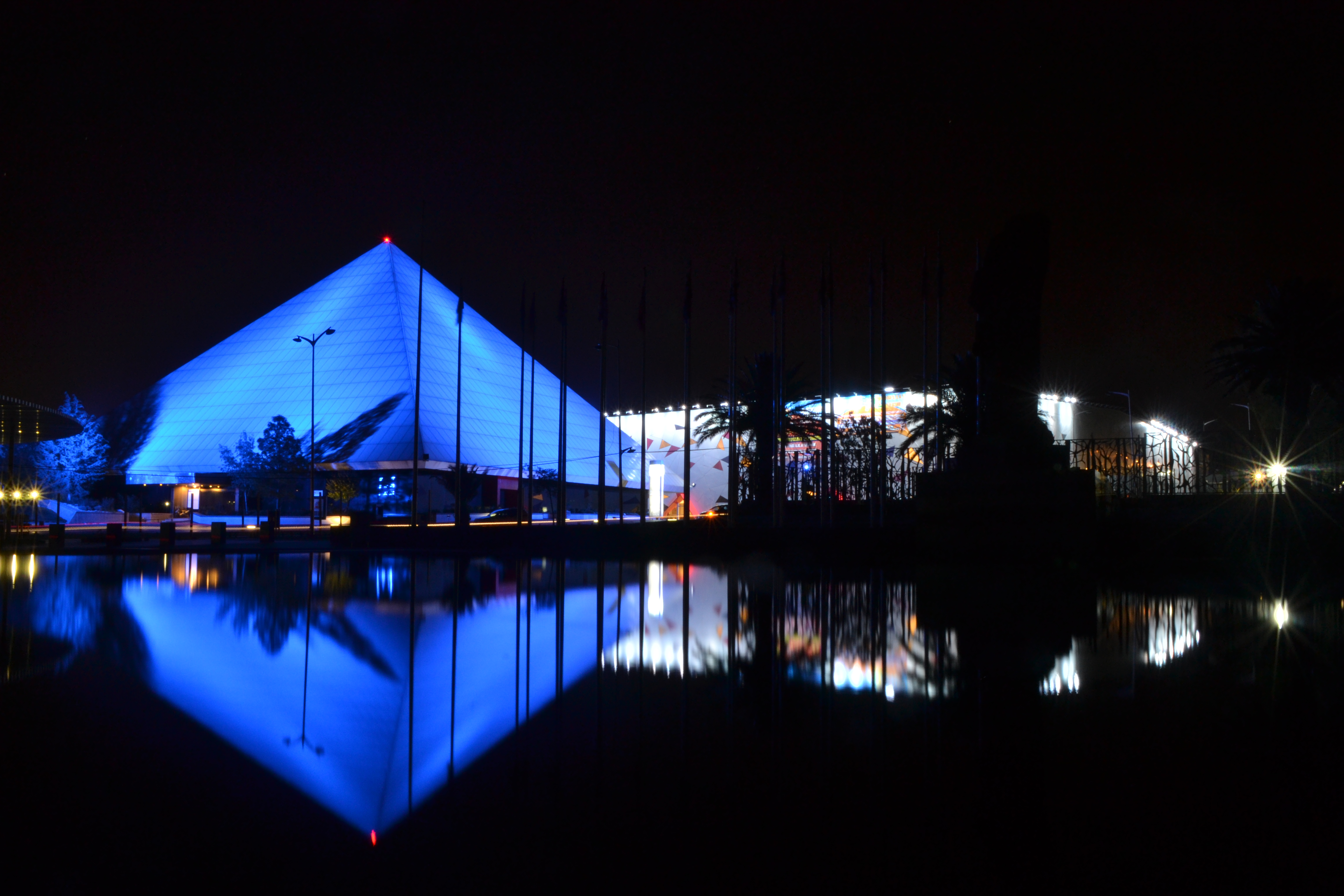
Planetario (azul) y centro expositor (blanco) de Puebla.

## Historia

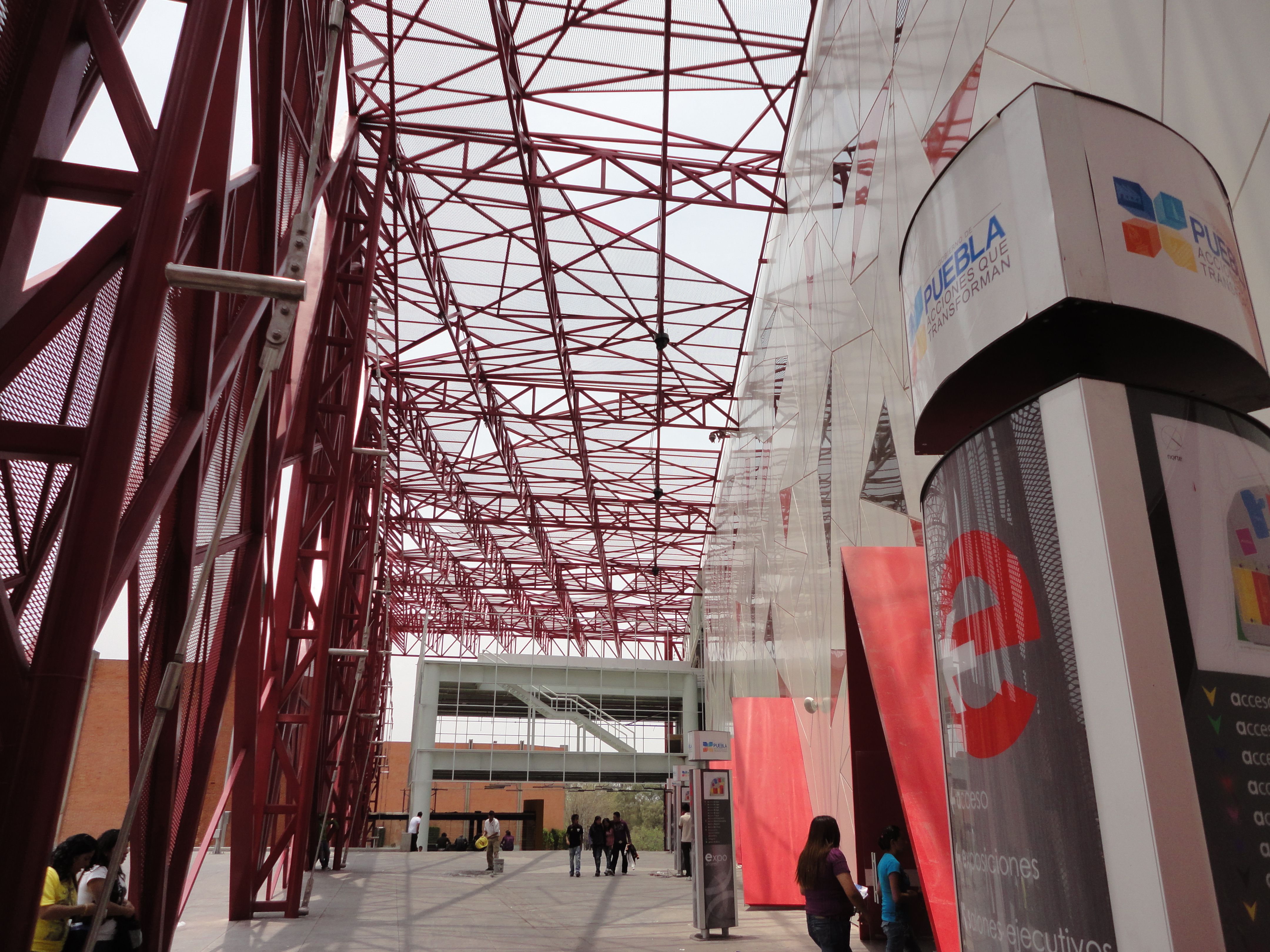
Diseño en una de las entradas al recinto

La construcción que inició en 2008 y terminó en los primeros meses del 2011. Ofrece 40,000m², divisibles hasta en 8 salones independientes, cada uno de 5,000m². El conjunto arquitectónico se integra a la zona de Los Fuertes, en dónde además de este nuevo recinto se puede visitar el Planetario, el museo de la Evolución o la plaza de toros.

## Datos generales

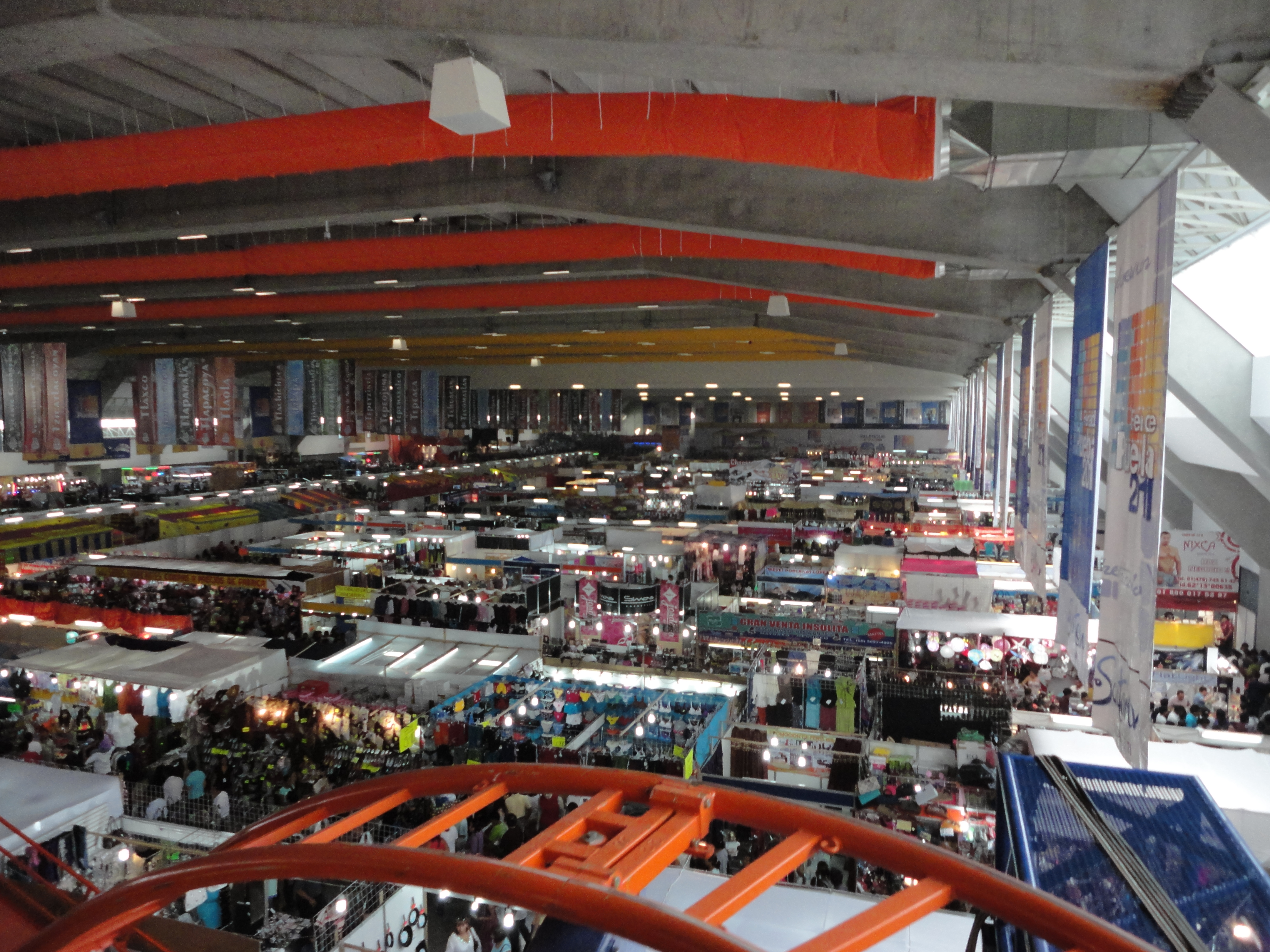
Área que ocupa la Feria de Puebla

Para el área de Exposiciones, bajo el nombre de "Gran Salón Puebla" cuenta con 40,000m² con opción a dividir en 5 salas. 3 salas de 5,000m², 1 sala de 10,000m² y 1 sala de 15,000m². El piso soporta 5 toneladas por metro cuadrado en 30,000m² y en la Sala "Puebla 1" es de 1 tonelada. Cuenta con 435 cajas de servicio de piso y 15 metros de altura libre.
Para el área de Convenciones bajo los nombres de "Fuertes de Loreto" y "Fuerte de Guadalupe" cuenta con 5,200m² alfombrados, 7 metros de altura libre y está dividido en 2 salones principales; Planta Alta 2,400m² y Planta Baja 2,800m². Se pueden adaptar hasta 24 salas simultáneas en los 2 niveles por medio de muros plegables sonoacústicos. Cuenta también con cocina equipada para 3,500 comensales, con área de restaurante de 900m² en dos niveles. También tiene Salón Presidencial, Centro de Negocios de 80m² y Sala de Prensa de 120m².
En el área General tiene un soporte de 30 toneladas por trabe, 48 andenes de carga y descarga, aire acondicionado, 11 accesos principales, 435 cajas de servicio de piso, 4 plantas de luz, servicio de agua potable, aire comprimido y drenaje, 6 salas VIP, 6 taquillas, 6 áreas de registro y 6 locales rentables, 2 salas equipadas para videoconferencia.

## Eventos
Desde su reinauguración el Centro Expositor ha sido sede, desde tomas de protesta de gobierno, conciertos, exposiciones de construcción, del Ejército Mexicano, cumbres empresariales, educativas, reuniones religiosas, sindicales, empresariales y privadas. Así del mismo modo, también fue sede del Tianguis Turístico 2013 y del Campeonato Mundial de Taekwondo de 2013. En el 2014 los Testigos de Jehová celebraron 2 asambleas regionales con 20,000 asistentes cada una.
También es la sede de la Feria de Puebla, que ocurre cada año durante los meses de abril y mayo en homenaje a la Batalla del 5 de mayo (Batalla de Puebla) y debido a que está ubicado en la zona de Los Fuertes donde ocurrió la Batalla. La zona cívica ofrece muchos atractivos como los fuertes de Loreto y Guadalupe, museos, el Planetario IMAX, miradores a la ciudad, fuentes, monumentos y áreas para la recreación popular.

## Galería de imágenes

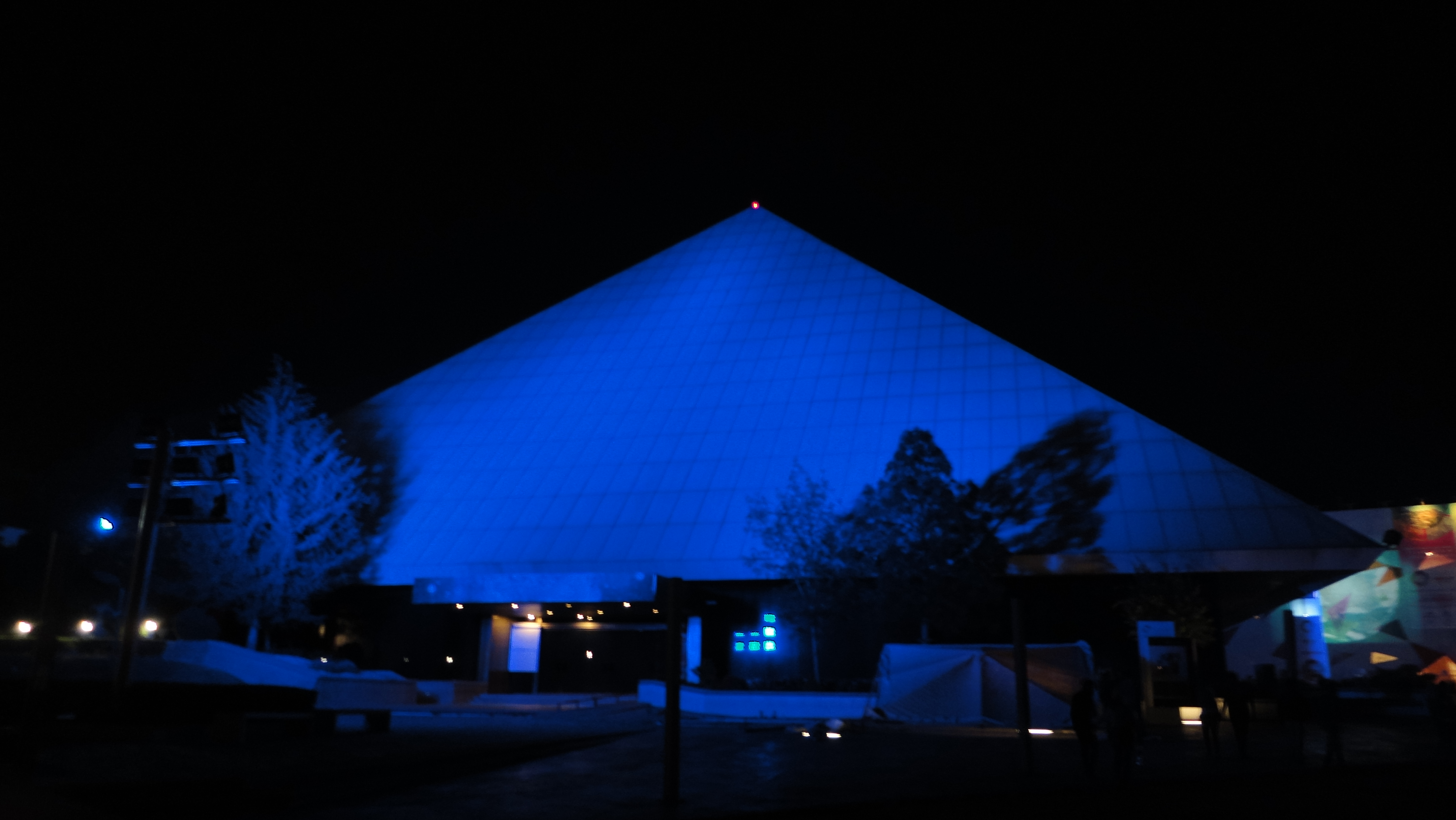
Planetario IMAX  a un costado del recinto.
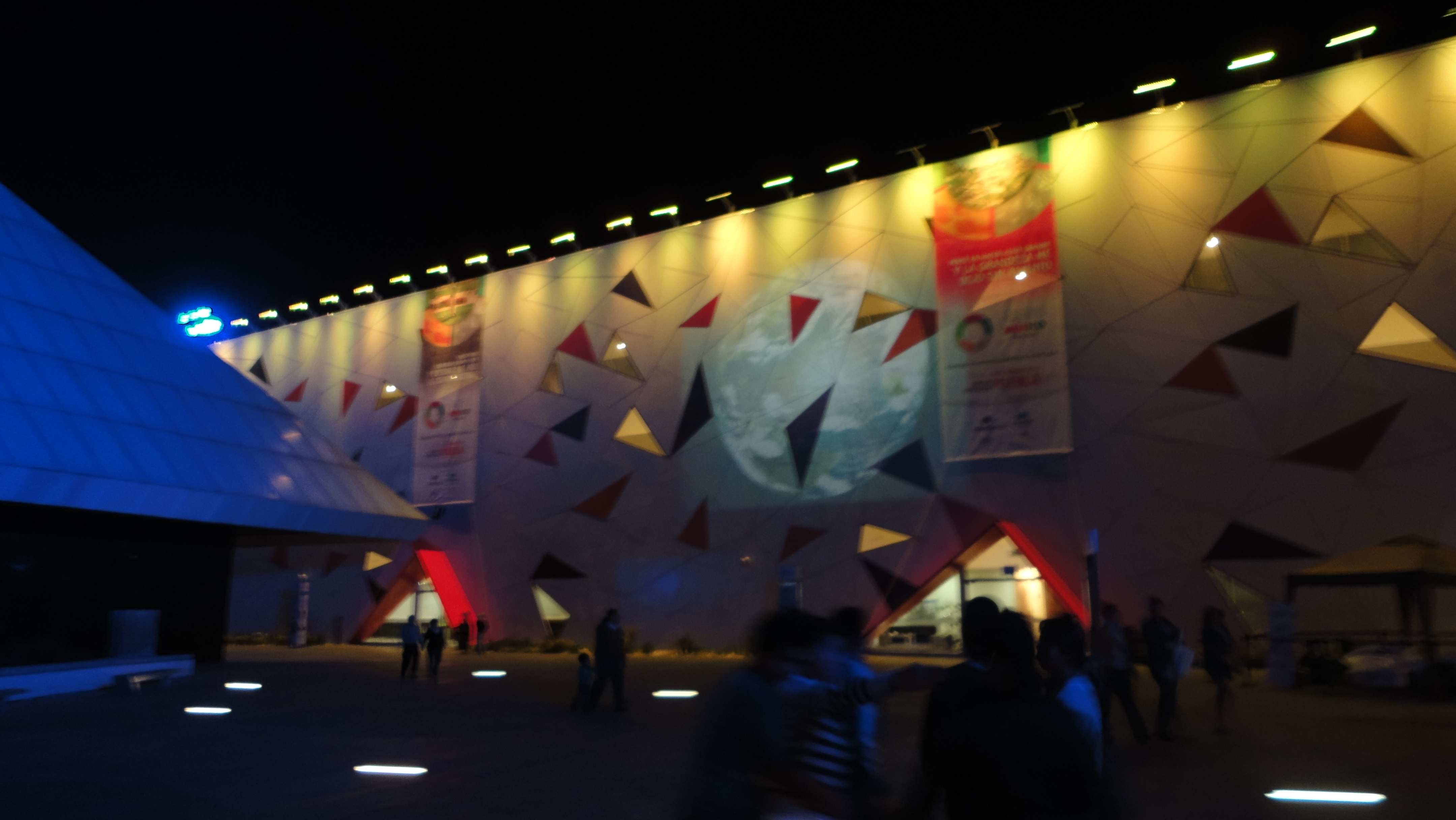
Fachada del recinto y planetario de noche.
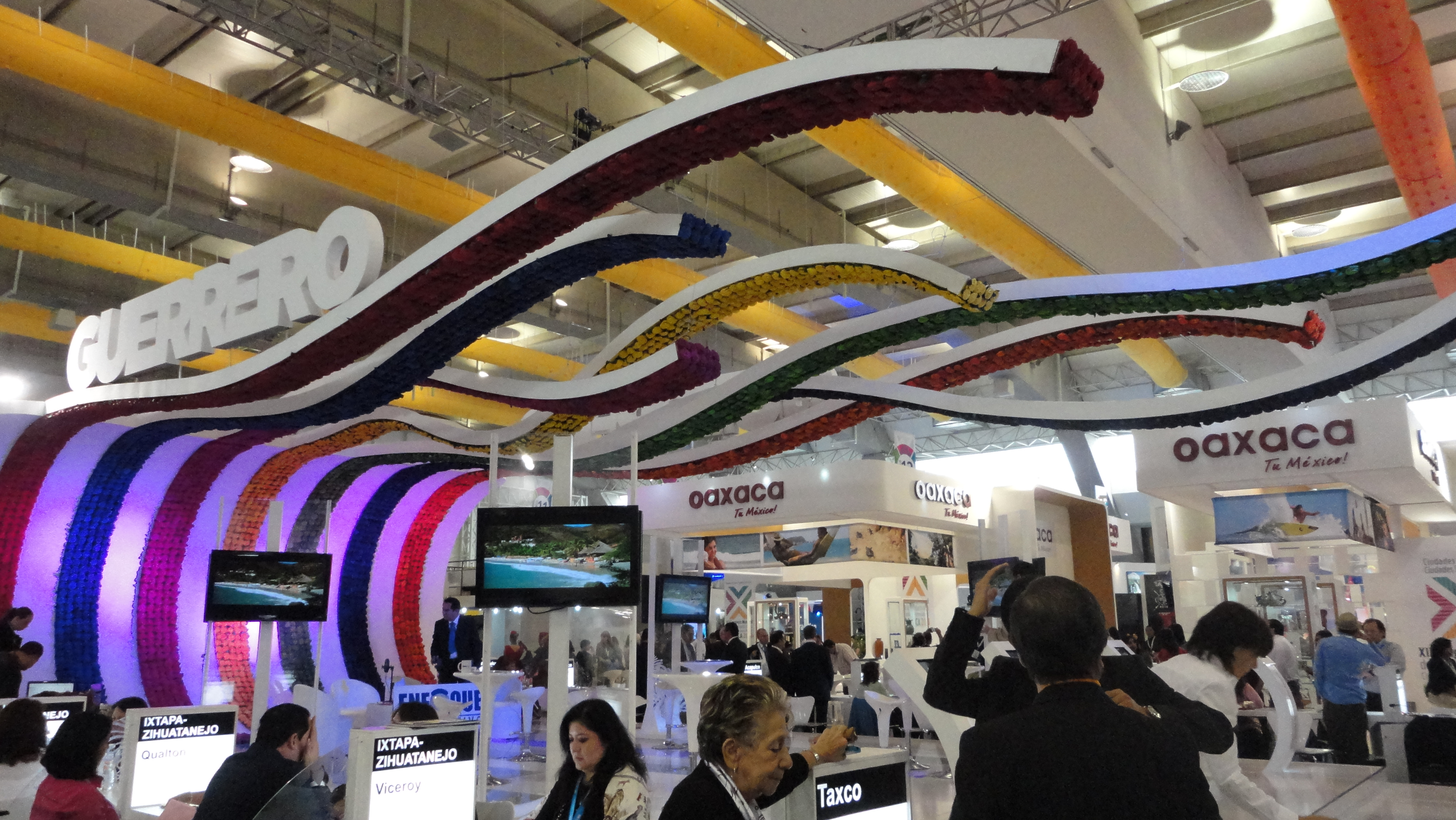
Centro Expositor durante el Tianguis Turístico 2013.
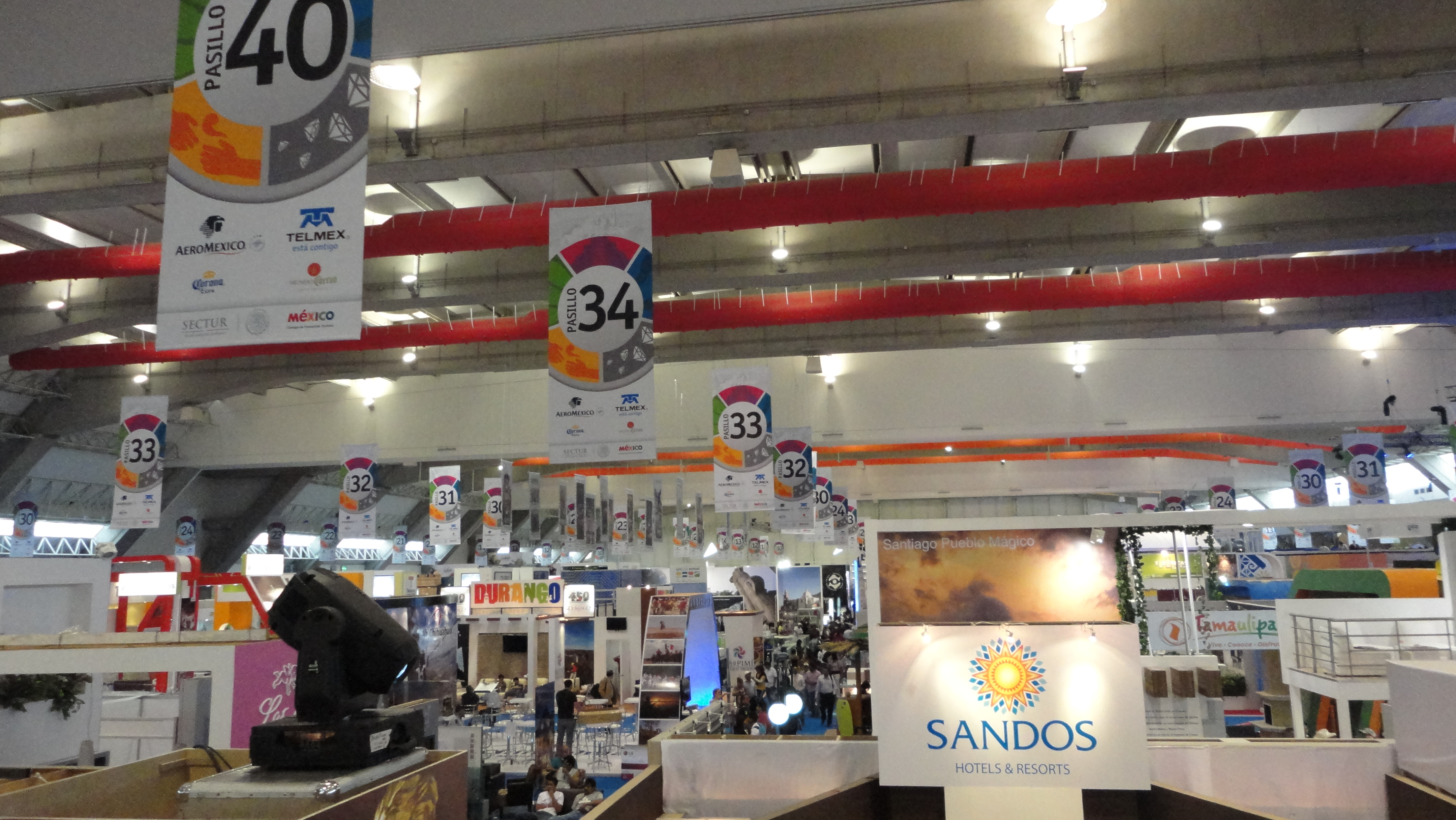
Pasillos del Tianguis Turístico.
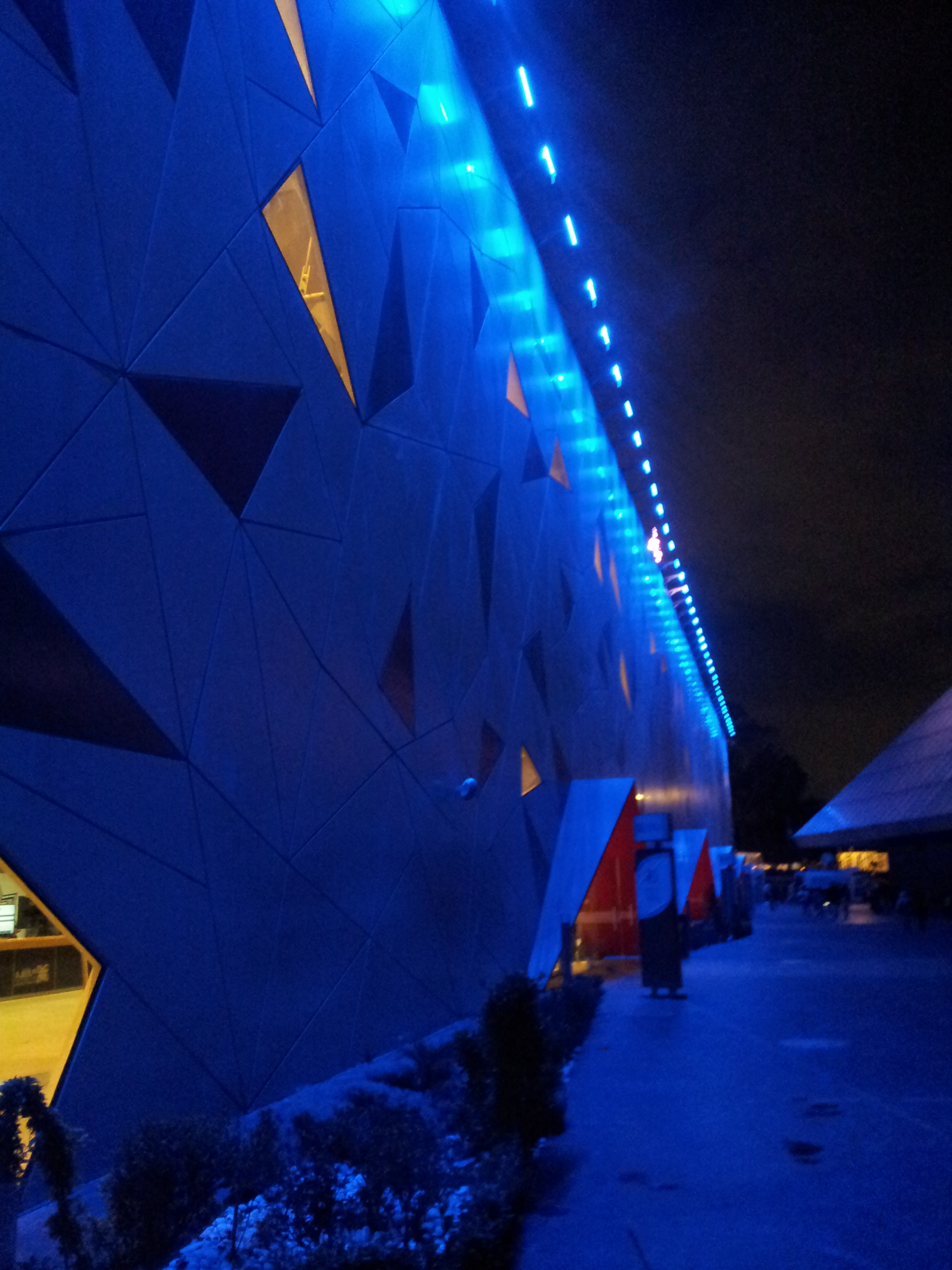
Iluminación nocturna de la fachada.
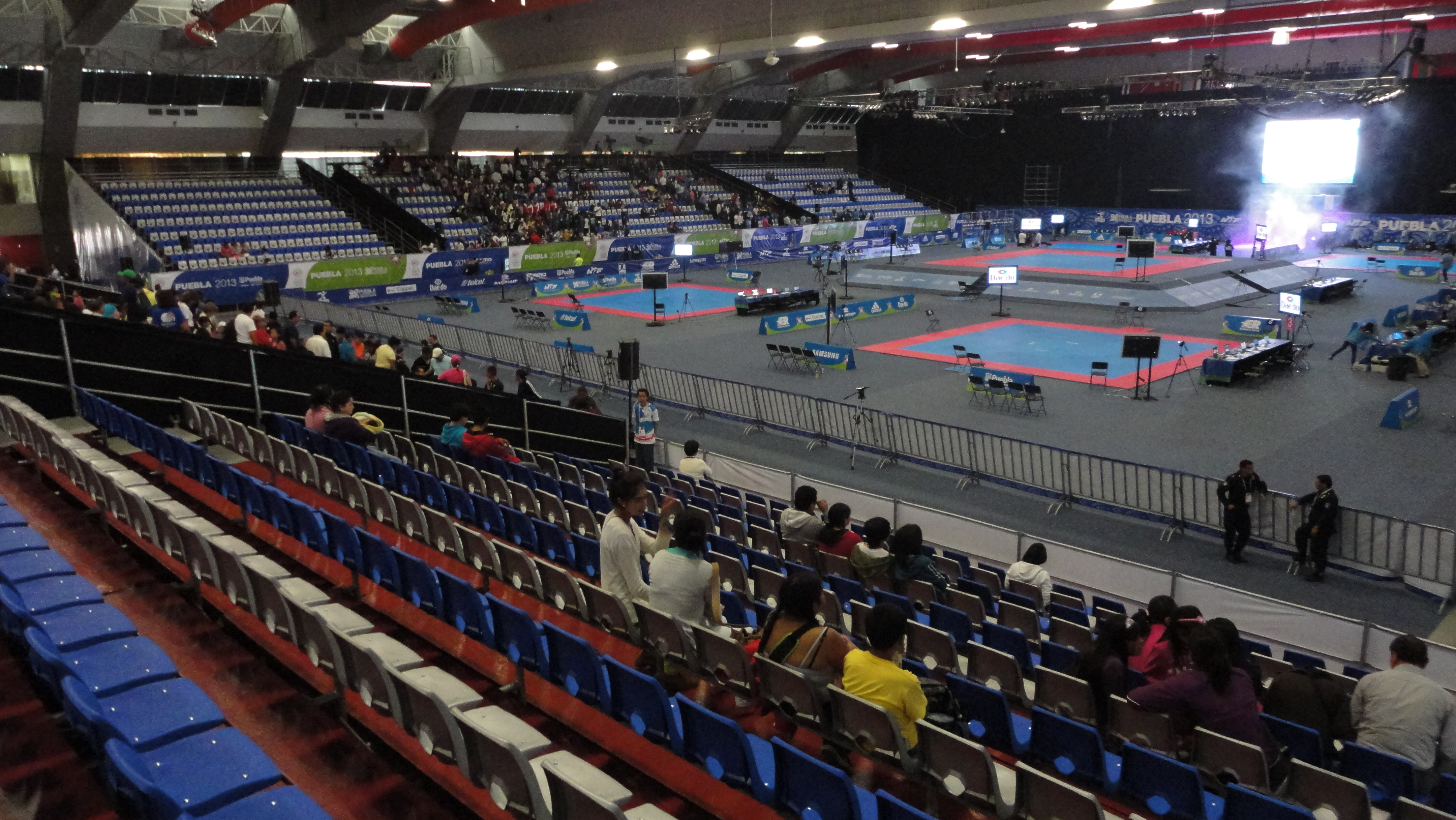
Adaptación como arena deportiva para el Campeonato Mundial de Taekwondo de 2013.
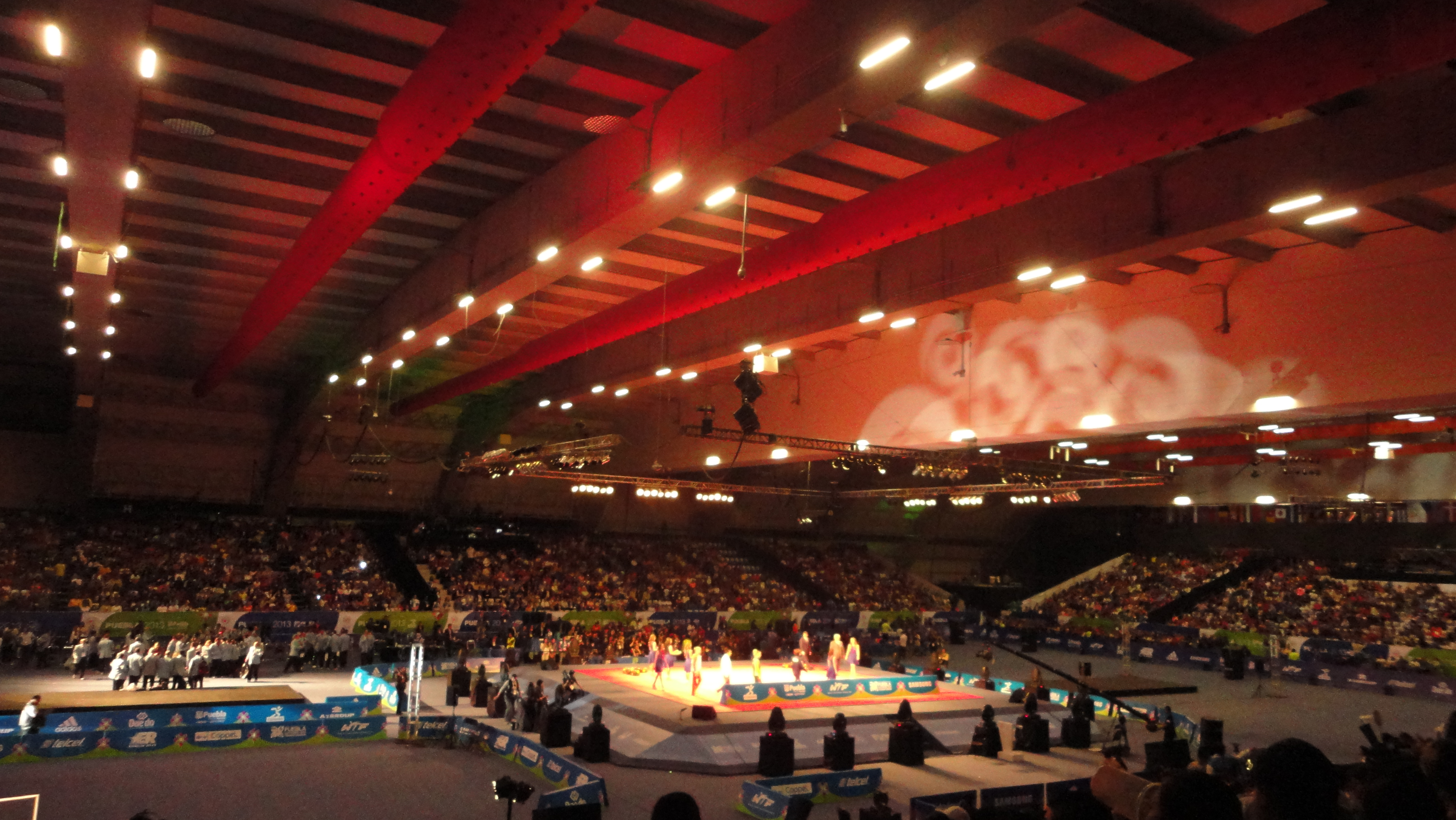
Durante la final y ceremonia de premiación.
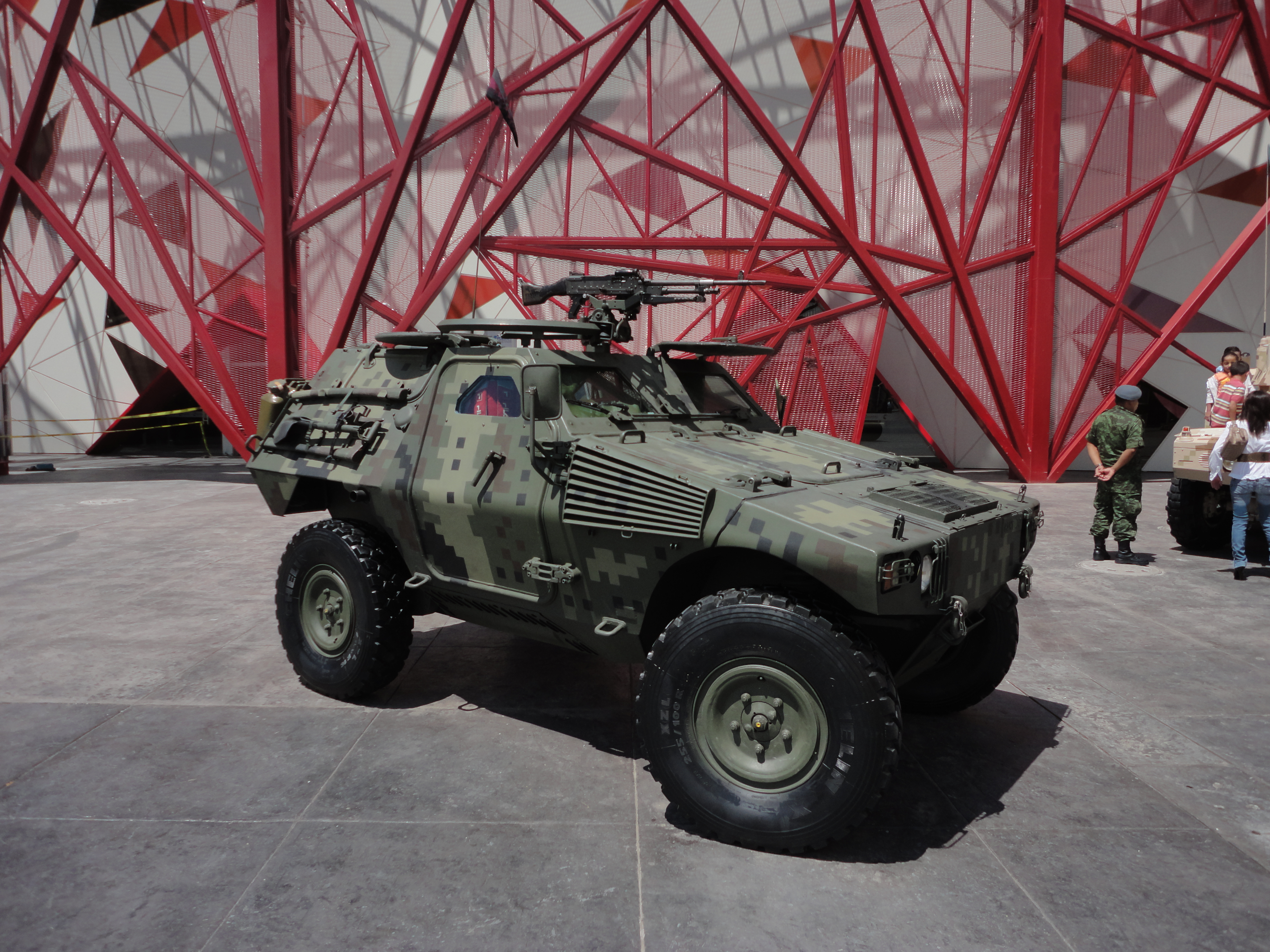
Exposición del Ejército Mexicano.
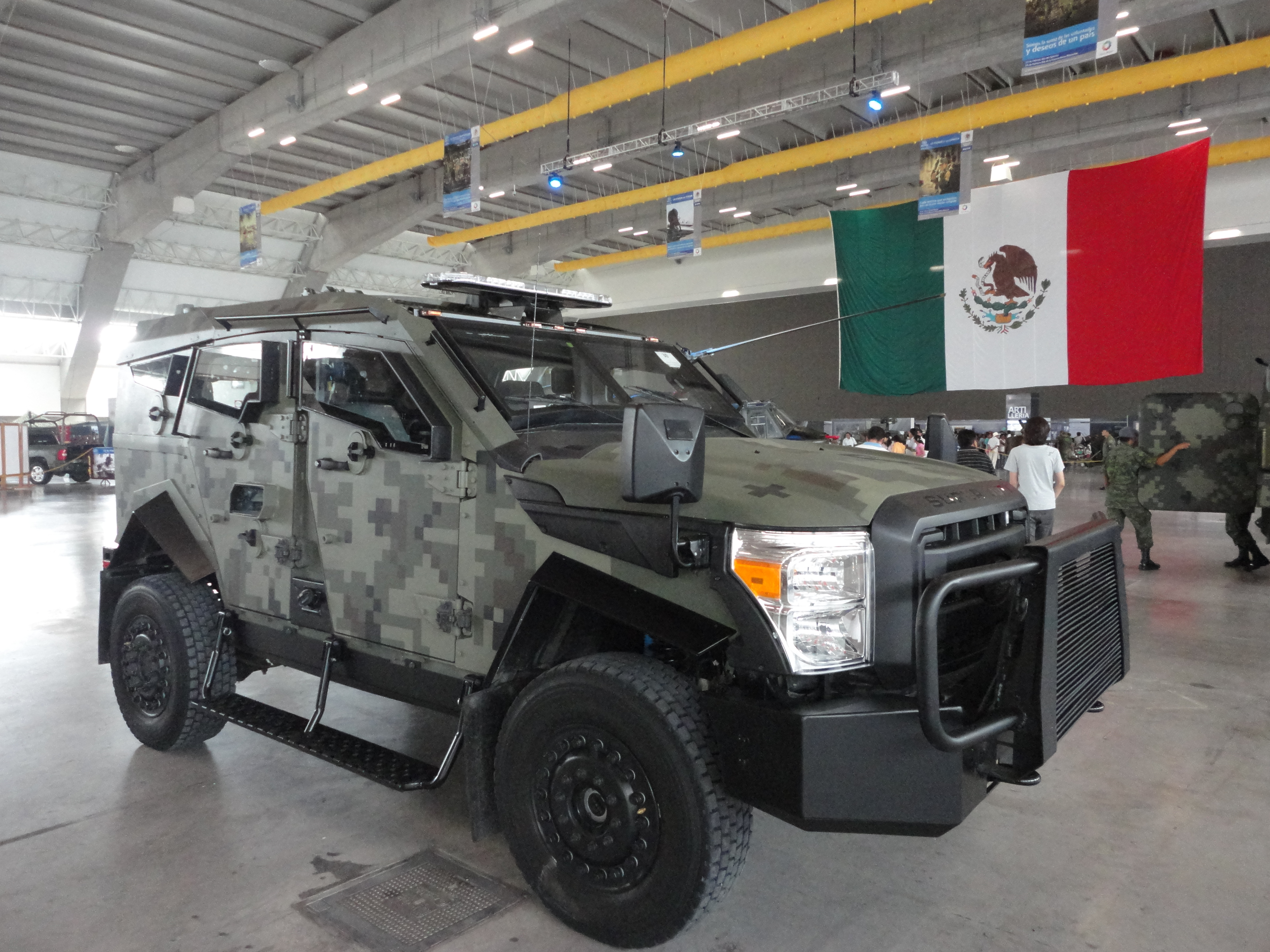
Exposición en el interior del recinto.
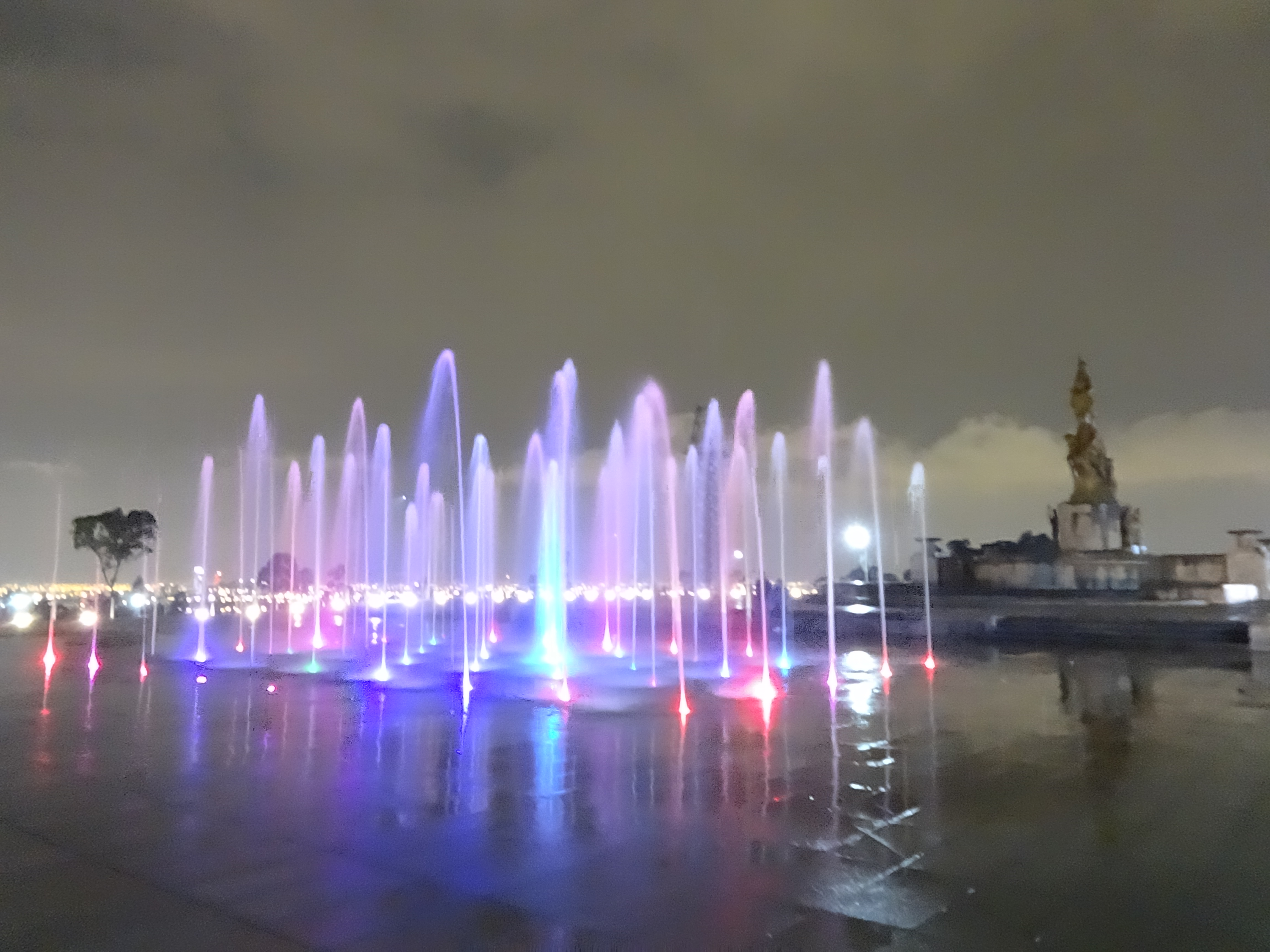
Fuente y explanada de la Victoria del 5 de Mayo, parte del complejo cívico.
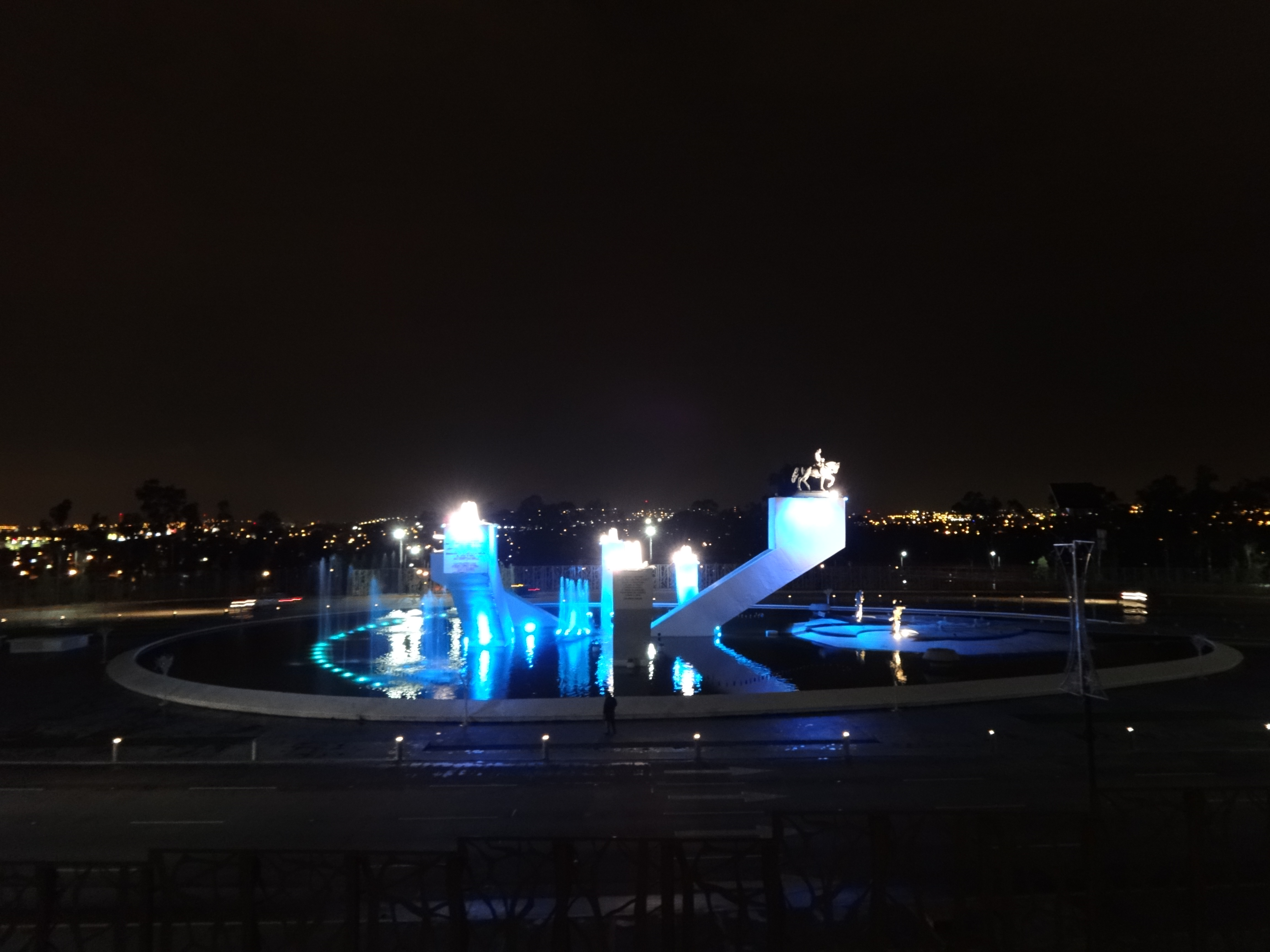
Mausoleo y fuente a Ignacio Zaragoza en la entrada principal del complejo.